# آنکوم
آنکوم (به آلمانی: Ankum) یک شهر در آلمان است که در برزنبروک واقع شده‌است. آنکوم ۷٬۱۹۴ نفر جمعیت دارد.